# ماشين سازي أراك

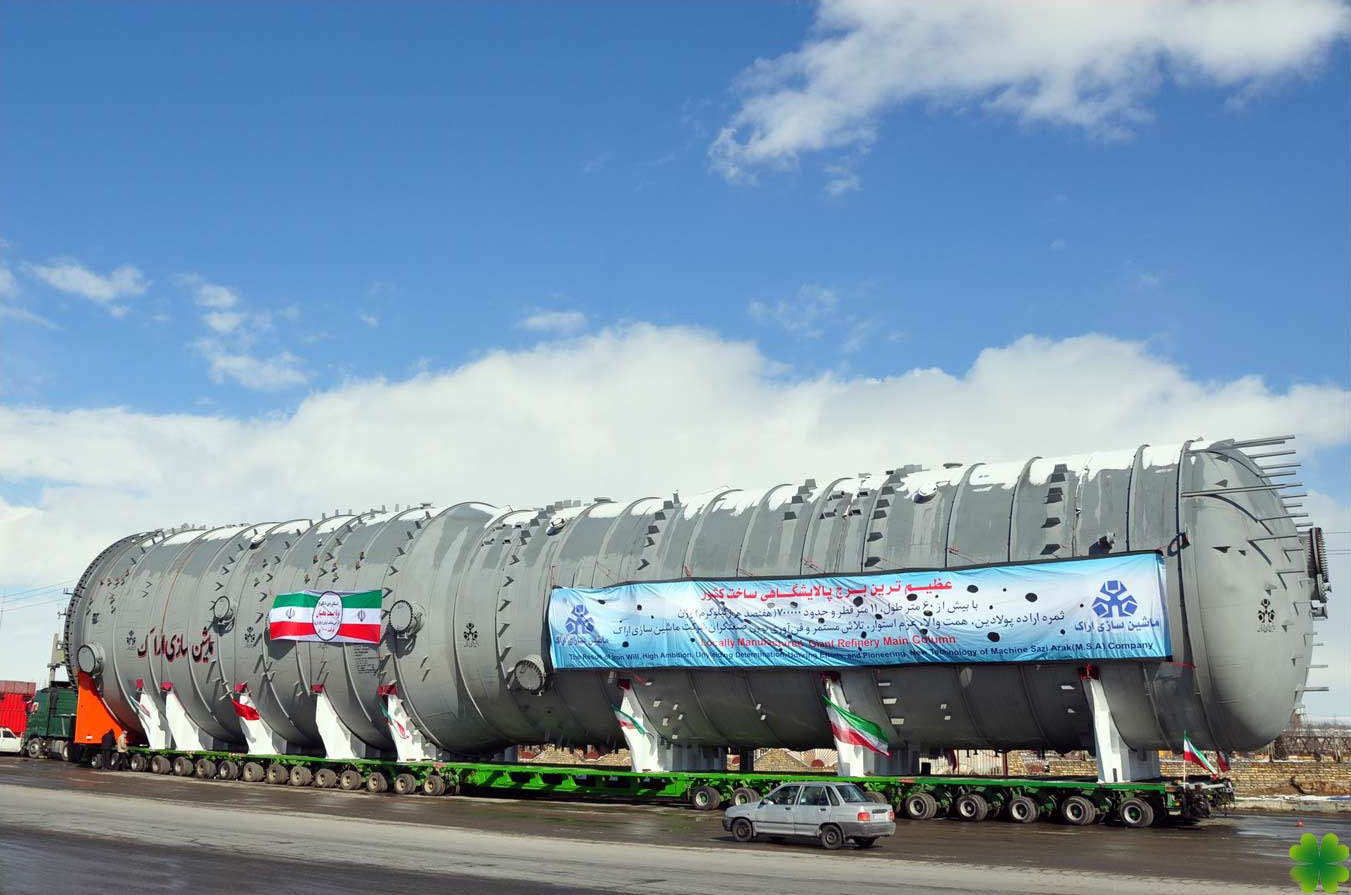
عمود تجزئة عملاق تم تصنيعه بواسطة ماشين سازي أراك (MSA)

ماشين سازي أراك (MSA) هي شركة تصنيع إيرانية تأسست في عام 1967 على مساحة 134 هكتارًا في مدينة أراك من أجل دعم الصناعات الأساسية وتلبية الاحتياجات الصناعية للبلاد.
هذه الشركة القائمة على المعرفة مع أكثر من نصف قرن من الخبرة إلى جانب القدرات العلمية والتقنية توظف حوالي 2000 متخصص مؤهل تأهيلاً عالياً ولديها معدات ومرافق حديثة في شكل خمس مجموعات إنتاج مختلفة وثلاث شركات فرعية مستقلة ومركز علمي وتعليمي. MSA قادرة على تنفيذ المشاريع الدولية الكبرى والضخمة في شكل مشاريع EPC والمقاولات العامة وقادرة على إنتاج مجموعة متنوعة من المنتجات المعدنية.

## روابط خارجية
- وصف ماشين سازي أراك

1. 1 2 3 4 5 6 7 8 9  وصلة مرجع: http://en.msa.ir/index.aspx?fkeyid=&siteid=3&pageid=181.
2. ↑  وصلة مرجع: http://www.msa.ir/index.aspx?fkeyid=&siteid=1&pageid=618.